# AS3MT
AS3MT (англ. Arsenite methyltransferase) – білок, який кодується однойменним геном, розташованим у людей на короткому плечі 10-ї хромосоми. Довжина поліпептидного ланцюга білка становить 375 амінокислот, а молекулярна маса — 41 748.
| 10         |  | 20         |  | 30         |  | 40         |  | 50         |
| ---------- |  | ---------- |  | ---------- |  | ---------- |  | ---------- |
| MAALRDAEIQ |  | KDVQTYYGQV |  | LKRSADLQTN |  | GCVTTARPVP |  | KHIREALQNV |
| HEEVALRYYG |  | CGLVIPEHLE |  | NCWILDLGSG |  | SGRDCYVLSQ |  | LVGEKGHVTG |
| IDMTKGQVEV |  | AEKYLDYHME |  | KYGFQASNVT |  | FIHGYIEKLG |  | EAGIKNESHD |
| IVVSNCVINL |  | VPDKQQVLQE |  | AYRVLKHGGE |  | LYFSDVYTSL |  | ELPEEIRTHK |
| VLWGECLGGA |  | LYWKELAVLA |  | QKIGFCPPRL |  | VTANLITIQN |  | KELERVIGDC |
| RFVSATFRLF |  | KHSKTGPTKR |  | CQVIYNGGIT |  | GHEKELMFDA |  | NFTFKEGEIV |
| EVDEETAAIL |  | KNSRFAQDFL |  | IRPIGEKLPT |  | SGGCSALELK |  | DIITDPFKLA |
| EESDSMKSRC |  | VPDAAGGCCG |  | TKKSC      |  |            |  |            |

A: Аланін

C: Цистеїн

D: Аспарагінова кислота

E: Глутамінова кислота

F: Фенілаланін

G: Гліцин

H: Гістидин

I: Ізолейцин

K: Лізин

L: Лейцин

M: Метіонін

N: Аспарагін

P: Пролін

Q: Глутамін

R: Аргінін

S: Серин

T: Треонін

V: Валін

W: Триптофан

Кодований геном білок за функціями належить до трансфераз, метилтрансфераз, фосфопротеїнів. 
Задіяний у такому біологічному процесі, як альтернативний сплайсинг. 
Білок має сайт для зв'язування з S-аденозил-L-метіоніном. 
Локалізований у цитоплазмі.